# Ornela Vorpsi
Ornela Vorpsi (ur. 3 sierpnia 1968 w Tiranie) – albańska prozaiczka, malarka i fotografik, siostra rzeczniczki Demokratycznej Partii Albanii Laury Vorpsi.

## Życiorys
Studia w Instytucie Sztuk w Tiranie przerwała w 1991, uciekając z Albanii do Włoch. Zamieszkała w Mediolanie, gdzie ukończyła studia artystyczne na Accademia de Bella Arti di Brera. Od 1997 mieszka w Paryżu. Tam też ukończyła studia filozoficzne na Université Paris VIII.
Jej debiut literacki – powieść Kraj, gdzie nigdy się nie umiera została wydana najpierw w języku włoskim. Książka została wyróżniona kilkoma prestiżowymi włoskimi nagrodami literackimi, w tym Grinzane Cavour i Premio Viareggio. Jej kolejne powieści ukazywały się w języku francuskim lub włoskim. Album zatytułowany Nothing obvious (Nic oczywistego), wydany w 2001 w Zurychu zawiera zbiór aktów tworzących erotyczny autoportret autorki. Piękno i pożądanie są także wiodącym tematem w twórczości pisarki, która nie unika drastycznej krytyki społeczeństwa albańskiego i Albanii, w której dojrzewała.
Swoje prace prezentowała na wystawach we Francji, Czarnogórze, Albanii i Belgii. Mieszka w Paryżu.
W 2008 ukazała się nakładem Wydawnictwa Czarne pierwsza powieść Vorpsi w przekładzie z języka włoskiego Joanny Ugniewskiej. Kolejna Ręka, której nie kąsasz ukazała się w lutym 2009.

## Powieści
- Kraj, gdzie nigdy się nie umiera, Wołowiec 2003
- Le pays où l'on ne meurt jamais (Paris 2004)
- Buvez du cacao Van Houten! (Arles 2005)
- Vetri rosa (Rome 2006)
- La mano che non mordi (Turin 2007)
- Ręka, której nie kąsasz, Wołowiec 2009
- Bevete cacao van Houten!, (Turyn 2010)
- Fuorimondo (Turyn 2012)
- Tu convoiteras (Turyn 2014)
- Viaggio intorno alla madre (Turyn 2015)
- L’été d’Olta (Paryż 2018)

## Ważniejsze wystawy
- 1988: Tirana, Galeria Narodowa
- 1994: Tybinga Kunsterkollegiums
- 1996: Mediolan, 0”- 1” Exposition de vidéos, Brera
- 1996: Mediolan, June Trailers, Espace Atlantique
- 1997: Cetynia, Biennale des artistes européens
- 1997: Mediolan, In Utero, Galerie Casoli
- 2000: Paryż, Carrousel du Louvre, Paris
- 2003:	Wiedeń, Blood & Honey, Samlung Essl, Vienna Autriche
- 2006: Genewa: Vetri Rosa, z (Matem Collishaw(inne języki) i Philippe'em Cramerem(inne języki)), galeria Analix Forever et Cramer+Cramer
- 2008: Bolonia, Words without thoughts never, Arte-Fiera
- 2016: Biennale Weneckie